# Присовяни
Присовяни (на македонска литературна норма: Присовјани) е село в Северна Македония, в община Струга.

## География
Селото е разположено в областта Малесия, в западните поли на планината Караорман под връх Малка Краста.

## История
Църквата „Свети Никола“ в Присовяни е изградена през 1852 година.
В XIX век Присовяни е българско село в Охридска каза на Османската империя. В „Етнография на вилаетите Адрианопол, Монастир и Салоника“, издадена в Константинопол в 1878 година и отразяваща статистиката на населението от 1873 година, Присовяни (Prissoviani) е посочено като село с 43 домакинства, като жителите му са 118 българи.
Според статистиката на Васил Кънчов („Македония. Етнография и статистика“) в 1900 година Присовяни има 480 жители българи християни.
На Етнографската карта на Битолския вилает на Картографския институт в София от 1901 година Присони е чисто българско село в Охридската каза на Битолския санджак с 60 къщи.
Цялото християнско население на селото е под върховенството на Българската екзархия. По данни на секретаря на екзархията Димитър Мишев („La Macédoine et sa Population Chrétienne“) в 1905 година в Присовяни има 480 българи екзархисти и функционира българско училище.
При избухването на Балканската война в 1912 година 4 души от Присовяни са доброволци в Македоно-одринското опълчение.
Според преброяването от 2002 година селото има 11 жители македонци.
В селото освен „Свети Никола“, има и църкви „Свети Атанасий“ и „Света Богородица“, чийто темелен камък е осветен и поставен в май 2000 година от митрополит Тимотей Дебърско-Кичевски.

## Личности
Родени в Присовяни
- Йован Котески (1932 – 2001), писател от Република Македония
- Дойчин Христов, български революционер
- Ламбе Стоянов Мойсов (1886 - 1984), български революционер известен още като последния жив участник в Илинденското въстание
- Тасе Христов (1868 - ?), български революционер
- Христо Тодоров, български революционер, четник на ВМОРО[9]
- Цветко Христов (1884 - 1914), български революционер

Други
- Ясна Котеска (р. 1970), северномакедонска писателка, по произход от Присовяни